# Sohar Aluminium
Die Sohar Aluminium Company LLC (kurz: Sohal) ist das größte Aluminiumunternehmen im Sultanat Oman. Es wurde 2004 gegründet und befindet sich im Besitz der Oman Oil Company, der Abu Dhabi National Energy Company PJSC – TAQA und Rio Tinto.
Die jährliche Produktion des Unternehmens an Primäraluminium beträgt 375.000 Tonnen. Das Unternehmen verfügt über einen Hafen für den Empfang und Export von Aluminium und kann Schiffe mit einer Kapazität von mindestens 75.000 Tonnen aufnehmen.

## Geschichte
Sohar Aluminium LLC wurde im September 2004 gegründet und ist ein Joint Venture zwischen der Oman Oil Company S.A.O.G (40 %), der Abu Dhabi Water and Electricity Authority (40 %) und Rio Tinto Alcan (20 %). Tony Kinsman wurde im September 2004 zum CEO von Sohar Aluminium ernannt.
Das im Unternehmensbesitz befindliche Gas-und-Dampf-Kombikraftwerk (Kraftwerk Sohar Aluminium), das 2009 fertig gestellt wurde, hat eine Kapazität von 1 GW. Davon gehen ca. 650 MW an die Aluminiumhütte von Sohal; der Rest kann in das öffentliche Netz eingespeist werden.